# 백지연의 피플 INSIDE
《백지연의 피플 INSIDE》는 2009년부터 2013년까지 tvN에서 방송된 인터뷰 쇼 프로그램이다.